# Саргам
В индийской классической музыке традиции Хиндустани саргам — аналог звукоряда в западной музыке. Назван по названиям нот: са, ре, га, ма, па, дха, ни.
Полные названия нот: саджа, ришабх, гандхар, мадхьям, панчам, дхаиват и нишад

(лат. транслит. с санскр.: shadja, rishabh, gandhar, madhyam, pancham, dhaivat и nishad).

## Суры
Ноты в индийской музыке называют суры в традиции Хиндустани или свары в традиции Карнатака.
Бемоль обозначают словом «комаль», диез — «тивра». Но используются эти понятия иначе, чем в западной музыке: суры Са и Па не могут иметь диез и бемоль — они «чистые» (шуддха), суры Ре, Га, Дха и Ни могут иметь бемоль, а сура Ма может иметь диез. Таким образом, октава будет выглядеть так: Са, комаль Ре, Ре, комаль Га, Га, Ма, тивра Ма, Па, комаль Дха, Дха, комаль Ни, Ни, Са (следующей октавы).
Первая сура саргама точно не зафиксирована (в отличие от западной музыкальной системы), её высота зависит от музыкального инструмента или голоса исполнителя, остальные суры подстраиваются под Са. Первая октава также не зафиксирована и выбирается индивидуально. При переводе из саргама в западную нотную запись суру Са чаще всего принимают за ноту до.
Также отличает саргам от западной октавы то, что интервалы между сурами неодинаковы, и, к тому же, могут отличаться в разных традициях. Интервал между одной и той же сурой разных октав делится на 22 почти равных частотных интервала — шрути, а частотные интервалы между сурами составляются из этих шрути. При этом, к примеру, в системе тамиж палаияж (tamizh paalaiyaazh) между Са и Ре располагается 4 шрути, а между Ре и Га — 3 шрути, что делает звучание индийских инструментов «расстроенным» для западного уха.

## Запись сур
Обычно для записи сур используют латинские буквы S R G m P D N. 
В такой записи комаль, тивра и шуддха указываются строчными и прописными буквами, при этом действует правило: если у суры есть комаль, то комаль указывается строчной буквой, а шуддха — прописной, если же есть тивра, то она обозначается прописной, а шуддха — строчной. Таким образом, строчная буква в нотном стане всегда ниже, чем прописная. 
Для обозначения октавы используются либо точки над и под буквами (соответственно для повышения и понижения октавы), либо апострофы слева и справа от них. Таким образом, можно записать октаву таким образом: S r R g G m M P d D n N S'.
Также для обозначения комаль и тивра используются соответственно подчеркивание и апостроф при записи слогами из латинских букв. Например, таат пурви может быть записан так: Sa Re Ga M’a Pa Dha Ni. В этом случае для обозначения сдвига на октаву вверх/вниз используют точки соответственно над и под слогами.

## Таат
Таат — аналог гаммы или, скорее, лада в западной музыке. Включает в себя семь сур из саргама, некоторые из которых могут быть комаль или тивра.
Примеры таатов:
- «Бхайрав» — Са, комаль Ре, Га, Ма, Па, комаль Дха, Ни.
- «Шри» — Са, комаль Ре, Га, тивра Ма, Па, комаль Дха, Ни.

## Рага
Рага — подмножество сур из таата (от пяти до семи), используемое для построения мелодии. Также слово «рага» используется как первое слово в названии композиций в индийской классической музыке, например, название «Рага Ахир Бхайрав» говорит о том, что данное произведение является рагой, построенной на таате «Ахир Бхайрав».
Примеры раг:
- «Хиндол» — Са, Га, тивра Ма, Дха, Ни.
- «Дипак» — Са, комаль Ре, Га, тивра Ма, Дха, Ни.
- «Мегх» — Са, Ре, Ма, Па, Дха.